# John Joseph Keane
John Joseph Keane (Ballyshannon, 12 settembre 1839 – Dubuque, 22 giugno 1918) è stato un arcivescovo cattolico irlandese naturalizzato statunitense.

## Biografia
Monsignor John Joseph Keane nacque a Ballyshannon, contea di Donegal, Irlanda, da Hugh Keane e Fannie (nata Connolly). La famiglia emigrò negli Stati Uniti quando John Joseph aveva sette anni. Aveva quattro fratelli.

### Formazione e ministero sacerdotale
Venne educato presso il St. Charles College di Ellicott City e poi presso il seminario "Santa Maria" di Baltimora.
Il 2 luglio 1866 fu ordinato presbitero dall'arcivescovo metropolita di Baltimora Martin John Spalding e divenne poi curato della chiesa di San Patrizio a Washington. Mantenne l'incarico per dodici anni. Contribuì a formare la Catholic Total Abstinence Union of America, la Catholic Young Men's National Union nel 1872 e la Carroll Society nel 1873. A Washington istituì anche la Tabenacle Society per lavorare per le chiese povere di tutti gli Stati Uniti.

### Ministero episcopale
Il 28 marzo 1878 papa Leone XIII lo nominò vescovo di Richmond. Ricevette l'ordinazione episcopale il 25 agosto successivo dall'arcivescovo metropolita di Baltimora James Gibbons, coconsacranti il vescovo di Wheeling John Joseph Kain e il vescovo coadiutore di Chicago Thomas Patrick Roger Foley. In diocesi fondò la Confraternita dello Spirito Santo e pubblicò il Sodality Manual for the Use of the Servants of the Holy Ghost nel 1880. Nonostante l'opposizione, fondò scuole e chiese per gli afroamericani. Organizzò anche lezioni per i gruppi protestanti di tutta la diocesi per ridurre i pregiudizi contro la Chiesa. Nel 1884 partecipò al terzo Consiglio plenario di Baltimora. Nel maggio successivo il Consiglio lo nominò membro di una commissione per l'istituzione di un'università cattolica negli Stati Uniti.
Nel 1886 monsignor Keane venne nominato primo rettore dell'Università Cattolica d'America, mantenendo la guida della diocesi di Richmond. Il 12 agosto 1888 venne sollevato dalle sue responsabilità di ordinario diocesano e nominato vescovo titolare di Jaso in modo da poter concentrare la propria attenzione sulla creazione del nuovo ateneo.
Si conquistò presto una reputazione di amministratore e oratore ampiamente citato nella stampa. Allo tempo stesso si allineò con l'ala più progressista della gerarchia cattolica. Sostenne i Knights of Labor e partecipò alla controversia sul Cahenslyism sulla rapida americanizzazione degli immigrati. Si espresse in favore della piena rappresentanza della Chiesa cattolica al Parlamento delle religioni del mondo a Chicago e alle sue posizioni sulla questione scolastica. Le sue politiche democratiche e liberali gli attirarono però l'antipatia dei membri più conservatori dell'episcopato statunitense e della Curia romana. Nel 1896 gli venne quindi chiesto di lasciare il rettorato.
Il 29 gennaio 1897 papa Leone XIII lo nominò arcivescovo titolare di Damasco. Trascorse gli anni dal 1897 al 1899 come canonico della basilica di San Giovanni in Laterano, Assistente al Soglio Pontificio e consultore della Congregazione di Propaganda Fide. Visse in un appartamento di due stanze presso il Pontificio collegio canadese. Venne attaccato durante la controversia sull'americanismo, i cui teorici cominciarono a considerare l'Europa "come razionalista e che getta ogni dogma alle idee moderne". Tuttavia, monsignor Keane combatté e vinse la battaglia per riabilitare il suo nome. Nel 1899 venne sollevato dalle sue responsabilità a Roma per dedicarsi alla raccolta di fondi per l'Università Cattolica d'America che stava affrontando difficoltà finanziarie.
Il 24 luglio 1900 papa Leone XIII lo nominò arcivescovo metropolita di Dubuque. Ancora una volta assunse un ruolo importante in seno Catholic Total Abstinence Union of America e alla Catholic Young Men's National Union. Tenne numerose conferenze. Incoraggiò i corsi post laurea e un sistema di formazione permanente per i sacerdoti. Raddoppiò la facoltà e gli edifici del St. Joseph College. Furono istituite dodici scuole per ragazze e due per ragazzi.
Il 15 gennaio 1902 la metà occidentale dell'arcidiocesi andò a formare la diocesi di Sioux City. Il suo amico dei tempi dell'Università Cattolica d'America, padre Philip Joseph Garrigan, ne divenne primo vescovo. I confini attuali dell'arcidiocesi furono stabiliti nel 1911.
Servì come arcivescovo fino a quando la cattiva salute lo costrinse a chiedere un vescovo ausiliare o un vescovo coadiutore. Non venendo fatta alcuna nomina decise di presentare le dimissioni al papa. Il 28 aprile 1911 papa Pio X accettò la sua rinuncia al governo pastorale dell'arcidiocesi e lo nominò arcivescovo titolare di Cio. Prese residenza nella canonica della cattedrale di Dubuque. Gli succedette il vescovo di Cheyenne James John Keane. Pur avendo lo stesso cognome, non erano parenti. I cittadini locali misero a confronto le due personalità. John Keane era conosciuto come "Sugar" a causa della sua natura gentile e generosa. James Keane venne invece soprannominato "Hickory" a causa della sua personalità popolare.
Morì a Dubuque il 22 giugno 1918 all'età di 78 anni. È sepolto nel Mount Olivet Cemetery nella vicina Key West.
Una selezione dei suoi scritti e dei suoi discorsi venne curata da Maurice Francis Egan con il titolo Onward and Upward: A Year Book (Baltimora, 1902).

## Genealogia episcopale e successione apostolica
La genealogia episcopale è:
- Cardinale Scipione Rebiba
- Cardinale Giulio Antonio Santori
- Cardinale Girolamo Bernerio, O.P.
- Arcivescovo Galeazzo Sanvitale
- Cardinale Ludovico Ludovisi
- Cardinale Luigi Caetani
- Cardinale Ulderico Carpegna
- Cardinale Paluzzo Paluzzi Altieri degli Albertoni
- Cardinale Gaspare Carpegna
- Cardinale Fabrizio Paolucci
- Cardinale Francesco Barberini
- Cardinale Annibale Albani
- Cardinale Federico Marcello Lante Montefeltro della Rovere
- Vescovo Charles Walmesley, O.S.B.
- Arcivescovo John Carroll, S.I.
- Vescovo Benedict Joseph Flaget, P.S.S.
- Arcivescovo Martin John Spalding
- Cardinale James Gibbons
- Arcivescovo John Joseph Keane

La successione apostolica è:
- Arcivescovo Mathias Clement Lenihan (1904)
- Vescovo James Joseph Davis (1904)
- Vescovo John Patrick Carroll (1904)